# Володар перснів
«Володар перснів» (також «Володар перстенів»; англ. «The Lord of the Rings») — епічний роман у жанрі «фентезі» англійського письменника, філолога та професора Оксфордського університету Дж. Толкіна. Оповідь почалася як продовження до попередньої роботи Толкіна, «Гобіт», але згодом розвинулась у набагато більшу історію. Її було написано поетапно між 1937 та 1949 роками, істотну частину — під час Другої світової війни. Роман є другим у світі бестселером, кількість проданих примірників якого перевищила 150 млн. Книга також входить у Рейтинг 100 найкращих книг усіх часів журналу Ньюсвік під номером 35, а у голосуванні The Big Read, яке провела BBC 2003 року, у Великій Британії роман посів перше місце.

## Історія створення

### Написання
З 1926 року Дж. Р. Р. Толкін обіймав посаду професора англосаксонської мови в Оксфордському університеті. У науковому середовищі він був відомий насамперед завдяки дослідженням давньоанглійського епосу «Беовульф» і роботі над виданням середньовічної поеми «Сер Ґавейн і Зелений Лицар». Іншою стороною його діяльності була літературна творчість. Вже не одне десятиліття Толкін створював власну міфологію про світ Арди — Землі, якою вона була у вигадані праміфологічні часи. Ще зі студентських років майбутній письменник відчував, що його не влаштовує надзвичайна вбогість збереженої англійської фольклорної спадщини, і це спонукало його на створення власної «міфології для Англії» під враженням від міфологічної спадщини фінів, відтвореної Еліасом Леннрутом у «Калевалі». Чільне місце в сказаннях Толкіна посідали ельфи, постаті яких він цілеспрямовано змальовував на основі середньовічної традиції, що зображала ельфів не крихітними крилатими істотами, як у Шекспіра та авторів Вікторіанської епохи, а могутніми й величними надприродними створіннями, що не поступаються за зростом людям. Міфологія містила у своєму складі як прозаїчні твори, так і поеми, написані алітераційним та римованим віршем.
21 вересня 1937 року у видавництві «Джордж Аллен і Анвін» вийшов друком роман-казка Толкіна «Гобіт, або Туди і звідти» про подорож гобіта Більбо Торбина, чарівника Ґандальфа та тринадцятьох гномів до Самотньої Гори, де дракон Смоґ стереже захоплені гномівські скарби. До власної міфології Толкіна про світ Арди — майбутнього «Сильмариліона», «Гобіт» мав досить опосередкований стосунок, проте запозичив звідти низку елементів, як-от згадку про ельфійське місто Ґондолін. Роман був позитивно прийнятий літературними критиками та читачами, і директор видавництва Стенлі Анвін звернувся до автора з проханням про продовження.
Спершу Толкін надіслав у видавництво кілька невеликих за обсягом казок, чернетки роману «Утрачений шлях», «Сильмариліон» та пов'язану з ним поему «Балада про Леітіан». Казки видавцям сподобалися, але в них не було нічого про гобітів, а на переконання Стенлі Анвіна читачі першої книги чекали саме на них. У «Сильмариліоні» ж, на думку Анвіна, «повно чудового матеріалу», однак «насправді це радше копальня, яку добре було б опрацювати заради створення таких книг, як „Гобіт“, але не книга як така».
Тож у грудні 1937 року Толкін взявся до роботи над «Новим Гобітом». 19 грудня він повідомив видавництво, що написав «перший розділ нової історії про гобітів — „Довгоочікувана гостина“». Писати Толкін розпочав у досить легковажному тоні, наближеному до «Гобіта». Головним героєм спочатку також був Більбо Торбин, який, витративши всі свої скарби, після бучного святкування свого 111-річчя зникає із Ширу й вирушає в нову подорож. Але у Толкіна не було розуміння, яка мета нової мандрівки Більбо, та й потенціал персонажа, який згідно з кінцівкою «Гобіта» «почувався дуже щасливим до кінця своїх днів», уже було вичерпано. Тоді Толкін вирішив зробити головним героєм Бінґо — спершу сина, а згодом племінника Більбо, що отримав своє ім'я від сімейства іграшкових коал, якими гралися діти письменника.
Поволі тональність оповіді змінювалась від веселого й безтурботного стилю «Гобіта» в бік чогось похмурішого та наближеного до епічної стилістики легенд «Сильмариліону». Сполучною ланкою між «Гобітом» та його продовженням письменник вирішив зробити чарівний перстень Більбо, пов'язавши його з майже випадковою згадкою на сторінках «Гобіта» Чорнокнижника — злого духа Саурона із «Сильмариліона». У сюжеті з'являються страхітливі Чорні Вершники, а мирній країні гобітів загрожує небезпека від Чорнокнижника, який має намір заволодіти Перснем. У заїзді селища Брі Бінґо та його супутники зустрічають похмурого мандрівного гобіта Бігуна, із яким вирушають до Рівендолу. Там мудрий Ельронд мав би розкрити їм природу Персня й навіщо він знадобився Чорнокнижнику, однак цього Толкін ще сам не знав.

Врешті у Толкіна з'явилася ідея, що чарівний перстень Більбо — це насправді Єдиний Перстень Влади, створений Чорнокнижником-Сауроном, щоб контролювати інші Персні. Гобіти мають знищити Перстень, що можливо зробити лише в країні Зла, Мордорі, де він був викуваний. Твір уже не був історією для дітей і ставав радше продовженням «Сильмариліона», аніж «Гобіта». Ім'я головного героя змінилося на «Фродо», запозичене зі скандинавського епосу, а гобіт Бігун став чоловіком Араґорном, нащадком стародавніх королів. Пізніше Толкін згадував про це так: 
|  | Вони хотіли продовження. Але я хотів героїчних легенд і високого роману. Результатом став «Володар Перснів» |

Однією з проблем, яку мав вирішити Толкін, було поєднання в новому творі елементів «Гобіта» й «Сильмариліона». Спершу письменника бентежила «ця мішанина еддичних гномів із „Пророцтва вьольви“, новомодних гобітів і ґолумів (вигаданих від нічого робити) та англосаксонських рун», яких він мав якось пристосувати до впорядкованої міфології та послідовної номенклатури «Сильмариліона». Зрештою, намагаючись знайти раціональне пояснення співіснуванню в праміфологічні часи ельфійських мов із давньоскандинавськими іменами гномів, письменник вирішив подати застосовані ним історичні мови як «переклад» певних автентичних мов вигаданого світу. Якщо уявити, що англійська в романі слугує заміною справжньої мови гобітів, то гноми мали б запозичити свої імена з мови, яка співвідноситься з гобітською так само, як давньоскандинавська — із сучасною англійською. Ця ідея, за словами Тома Шиппі, «звільнила уяву Толкіна» та дозволила йому знайти у вигаданому світі місце для Рогану — культури, подібної до англосаксонської, представники якої розмовляють однією з улюблених мов письменника, давньоанглійською. Як наслідок, «Володар Перснів» виявився «втричі об'ємнішим, ніж передбачалося спочатку». Гобіти, зі свого боку, виконали в романі важливу роль посередників між читачем сучасної Толкіну культури та епічними героями давнини.
Робота над романом час від часу переривалася довгими паузами й загалом тривала більше 15 років. Цьому сприяв перфекціонізм письменника — для Толкіна була важливою правдоподібність історії, яка мала виглядати реальною в очах читачів, тому він вибудовував послідовну хронологію сюжетних подій за днями й годинами, детально розраховував час і відстані, приділяв увагу таким елементам, як фази Місяця та напрями вітру. Готові розділи «Володаря Перснів» він зачитував Інклінґам, зокрема Клайвові Льюїсу, який схвально відзивався про написане й спонукав Толкіна продовжити роботу над книгою під час чергової кількамісячної перерви, викликаної відсутністю натхнення. Упродовж 1944 року Толкін детально описував роботу над романом у листах до свого сина Крістофера, який в останні роки Другої світової війни служив у британських повітряних силах у Південній Африці.

### Публікація
Хоча для багатьох читачів роман знаний як трилогія, Толкін задумував його як перший том у двотомнику, другою книгою якого мав стати «Сильмариліон». Проте, коли Толкін подав у видавництво першу книгу «Володар Перснів», з економічних міркувань було вирішено надрукувати її в трьох томах упродовж 1954—1955 рр. Відтоді книгу неодноразово передруковували й перекладали на багато мов, що зробило її одним з найпопулярніших та найвпливовіших літературних творів ХХ століття.
Назва книжки стосується головного антагоніста оповіді, Темного Володаря Саурона, який в ранню епоху створив Єдиний Перстень, щоб керувати іншими Перснями Влади і зрештою використати їх як знаряддя для завоювання і підкорення цілого Середзем'я. Оповідь починається в спокійному Ширі — землі гобітів, що немало нагадує англійську сільську місцевість, а далі розгортається в північно-західному Середзем'ї, описуючи перебіг Війни за Перстень з точки зору її героїв, а саме гобітів Фродо Беґінза, Семвайза Ґемджі, Меріадока Брендібака і Переґріна Тука, а також їхніх основних союзників та супутників: Араґорна, Боромира, Ґімлі, Леґоласа і Ґендальфа.
Назви трьох томів:
1. «Братство персня»
2. «Дві вежі»
3. «Повернення короля»

## Сюжет
Історія відбувається в контексті історичних подій північно-західного Середзем'я. Задовго до початку роману, в 1600 році Другої епохи, Темний Володар Саурон викував Єдиний Перстень, щоб здобути владу над іншими перснями, які перебувають в руках вождів людей, ельфів та гномів. Він зазнає поразки в битві 3441 року Другої епохи, й Ісілдур, син Еленділа, відрубує Перстень разом з пальцем і називає його сімейною реліквією. Пізніше Ісілдура вбивають орки, а Перстень губиться в ріці Андуїн. Через дві тисячі років Перстень потрапляє до рук гобіта Деаґола, а від нього — до Смеаґола, який вбиває свого друга і відбирає Перстень. Смеаґола виганяють з селища, і він ховається в глибині гір, де за сотню років під впливом Персня перетворюється на жалюгідне, зіпсоване створіння — Ґолума. Згодом він губить Перстень, котрого, як про це оповідається в «Гобіті», знаходить Більбо Беґінз. Тим часом Саурон набуває нової фізичної форми і відвойовує Мордор, своє колишнє володіння. Ґолум вирушає на пошуки Персня, але потрапляє в полон до Саурона, який довідується від нього, що Перстень в Більбо Беґінза. Ґолума відпускають, а Саурон, якому потрібен Перстень, щоб повернути собі абсолютну владу, шле своїх темних, страхітливих слуг Назґулів відібрати Перстень.

Один з них керує, Один — всіх знайде,
Один їх збере й у пітьмі всіх зведе

Роман починається в Ширі, з моменту, коли Фродо Беґінз успадковує Перстень від Більбо, свого дядька і наставника. Обидвоє нічого не знають про його походження, але чарівник Ґандалф Сірий з'ясовує історію Персня і радить Фродо винести його з Ширу. Фродо покидає Шир, взявши з собою за супутників свого садівника і друга Семвайза Ґемджі та двох кузенів, Меріадока Брендібака і Переґріна Тука. Ще в Ширі вони мало не наражаються на Назґулів, але відриваються від переслідувачів, пішовши напрямки через Праліс, де їм допомагає таємничий і могутній Том Бомбадил, на якого Перстень явно не має впливу. Вийшовши з лісу, вони зупиняються в селищі Брі, де знайомляться з Араґорном, спадкоємцем Ісілдура, який приєднується до них в ролі провідника й охоронця. Вони втікають з Брі, ледве уникнувши нападу, але Назґули переслідують їх до сторожової гори Грозової і ранять Фродо проклятим кинджалом. Араґорн веде гобітів до сховку в Рівендолі, а тим часом Фродо мало не вмирає від рани. На броді Бруїнен Назґули нову атакують, але їх змітають хвилі повені, викликаної Елрондом, правителем Рівендолу, і загін рятується.
Фродо видужує в Рівендолі під наглядом Ельронда. На Раді Ельронда розкривається багато важливих фактів про Саурона і Перстень, а також повідомляється новина про те, що Саурон схилив на свій бік чарівника Сарумана. Рада приходить до думки, що загроза від Саурона є надто великою і що найкращим рішенням є знищити Перстень, кинувши його у Судну Гору в Мордорі, там, де його було викувано. Фродо погоджується взяти Перстень, а щоб супроводжувати й охороняти його формується «Братство Персня»: Сем, Мері, Піпін, Араґорн, Ґандалф, гном Ґімлі, ельф Леґолас і Боромир, син Денетора, правлячого намісника королівства Ґондор.
Не змігши подолати Імлисті гори через перевал Карадрас, загін проходить копальнями Морії, де на нього нападають орки. Ґандалф падає в безодню, борючись із древнім та жахливим Балроґом, що дає можливість іншим врятуватися. Загін ховається в ельфійському лісі Лотлорієні. Отримавши човни і подарунки від Володарки Ґаладріель, загін пливе вниз рікою Андуїн до вершини Амон-Ген. Там Боромир піддається спокусі Персня і пробує відібрати його від Фродо. Тоді Фродо втікає від Братства і сам-один вирушає до Мордору, але Сем пристає до нього, щоб допомагати й охороняти.
Тим часом, надіслані Сауроном та Саруманом орки вбивають Боромира і викрадають Мері та Піпіна. Араґорн, Ґімлі та Леґолас йдуть за орками в королівство Роган. Мері та Піпін рятуються, коли на орків нападають рогірими. Гобіти втікають до лісу Фанґорн, в якому вони заводять дружбу з деревоподібними ентами. В лісі, Араґорн, Ґімлі та Леґолас знаходять не гобітів, а Ґандалфа, який воскрес після битви з Балроґом і тепер є значно могутнішим «Ґандалфом Білим». Ґандалф запевняє їх, що гобіти в безпеці, і вони йдуть до Теодена, короля Рогану, щоб вивести його з пригніченого заціпеніння, заподіяного Саруманом, і допомогти рогіримам протистояти армії Сарумана. Теоден укріплюється у фортеці Гельмів Яр разом з Араґорном, Ґімлі та Леґоласом, а Ґандалф від'їжджає, щоб зібрати більше військо. Гельмів Яр беруть в облогу орки Сарумана, але Ґандалф прибуває з підкріпленням і розбиває орків.
Енти нападають на Ізенґард, оточивши Сарумана у вежі Ортханк. Ґандалф, Теоден та інші прибувають до Ізеґарда, щоб зіткнутися з Саруманом. Саруман відмовляється визнати помилковість своїх методів і Ґандалф позбавляє його чину та більшості його сил. Мері з Піпіном приєднуються до загону і Піпін заглядає в палантир, камінь яснобачення, за допомогою якого Саурон спілкувався з Саруманом. Це наводить Саурона на думку, що Саруман схопив Персненосця, через що Ґандалф відвозить Піпіна в Ґондор.
По дорозі до Мордору Фродо з Семом ловлять Ґолума, який ішов слідом за ними від Морії, і примушують його провести їх до Мордору. Виявивши, до через головні ворота Мордору пройти неможливо, вони йдуть до проходу, якого знає Ґолум. Ґолум зраджує Фродо, привівши його до великої павучихи Шелоб, що живе в тунелях Кіріт-Унґолу. Здається, Фродо вмирає від укусу Шелоб, але Сем відбиває її напад. Сем бере Перстень і примушує себе залишити Фродо. Орки знаходять тіло Фродо, і Сем виявляє, що Фродо насправді не мертвий, а непритомний. Фродо відносять до вежі Кіріт-Унґол, а Сем вирішує його врятувати.
Саурон розпочинає військову кампанію проти Ґондору. Ґандалф прибуває в столицю Ґондору Мінас-Тіріт з Піпіном, щоб попередити Денетора про навислу загрозу. Мінас-Тіріт беруть в облогу, і Денетор, під впливом Саурона через ще один палантин, втрачає надію і вчиняє самогубство. Араґорн, Леґолас та Ґімлі приходять до Ґондору через Стежину Мертвих, де Араґорн піднімає невмирущу армію порушників клятви, щоб збулося старе пророцтво. Примарна армія допомагає йому подолати корсарів Умбару, що захопили південний Ґондор, і вивільнені збройні сили разом з вершниками Рогану розбивають облогу Мінас-Тіріта.
Сем рятує Фродо, і вони пробираються через Мордор. Фродо слабшає, чим ближче вони підходять до Судної Гори, але Сем його підтримує. Тим часом, у вирішальній битві біля Чорної Брами Мордору об'єднані сили Ґондору й Рогану відчайдушно воюють зі значно чисельнішою армією Саурона, з наміром відвернути увагу Саурона від Судної Гори. Над самим проваллям вулкану Фродо не може опертися спокусі Персня і привласнює його. Тут з'являється Ґолум, бореться з Фродо і відкушує йому палець разом з Перснем, а тоді падає у вогняну лаву, забираючи з собою Перстень. Таким чином Перстень знищується. В цю мить Саурон гине, його армія відступає, вежі розсипаються в порох, Назґули зникають і Війна за Перстень неначе завершується. Араґорна коронують як Елессара, правителя Арнору і Ґондору, і він одружується зі своїм давнім коханням — Арвен, донькою Елронда.
Однак, тим часом Саруман втікає з полону і підкорює Шир. Повернувшись додому, четверо гобітів піднімають повстання і скидають його. Сарумана вбиває його колишній слуга Ґріма Червослов, котрого своєю чергою застрелюють гобіти-лучники. Таким чином, Війна за Перстень доходить до свого завершального кінця на самому порозі дому Фродо. Мері й Піпіна проголошують героями. За допомогою своїх дарів від Ґаладрієль Сем відновлює Шир і одружується з Розою Котон. Фродо не вдається зцілити ран тіла й душі, і через кілька років разом з Більбо і Ґандалфом він відпливає з Сірих Гаваней на захід, до Невмирущих Земель, де знаходить спокій. Після смерті Rosie Сем дарує своїй доньці «Червону Книгу Західної Марки», в якій описано історію та пригоди Більбо, Фродо, Сема, Піпіна та Мері. Тоді Сем, останній з Персненосців, вирушає за Море, на Заобрійний Захід.

## Відгуки у пресі
Часопис The Sunday Times зазначало що «Світ поділяється на тих, хто вже прочитав Володаря Перстенів і Гобіта, і тих, хто тільки збирається прочитати ці книги» . А часопис New statesman підкреслювало, що «Володар перснів — це чарівно розказана історія, з переливами усіх барв, руху та величі».

## Авторський метод— «творення через філологію»
Толкін був ученим-філологом, професором Оксфордського університету. Він наголошував, що його твори «мають філологічний характер»: на створення «Володаря Перснів» його «надихнуло в основі своїй мовознавство… Творення мов є основою. Скоріше „історії“ складалися для того, щоб створити світ для мов, ніж навпаки. У мене спершу виникає ім'я, а вже потім — історія … для мене цей твір чималою мірою — есе з „лінгвістичної естетики“». У листі до сина Крістофера Толкін розповідав:
Ніхто не вірить мені, коли я кажу, що моя величезна книга — це спроба створити світ, у якому мова, яка відповідає моїм особистим естетичним уподобанням, могла б здаватися справжньою. Але це правда. Один запитувач (серед багатьох інших) бажав знати, про що взагалі «В. П.» і чи не «алегорія» це. І я сказав, що це — спроба створити ситуацію, в якій звичайнісіньким привітанням було б «елен сіла луменн' оментіелмо», і що ця фраза виникла задовго до книги. Більше ні про що мене не питали.

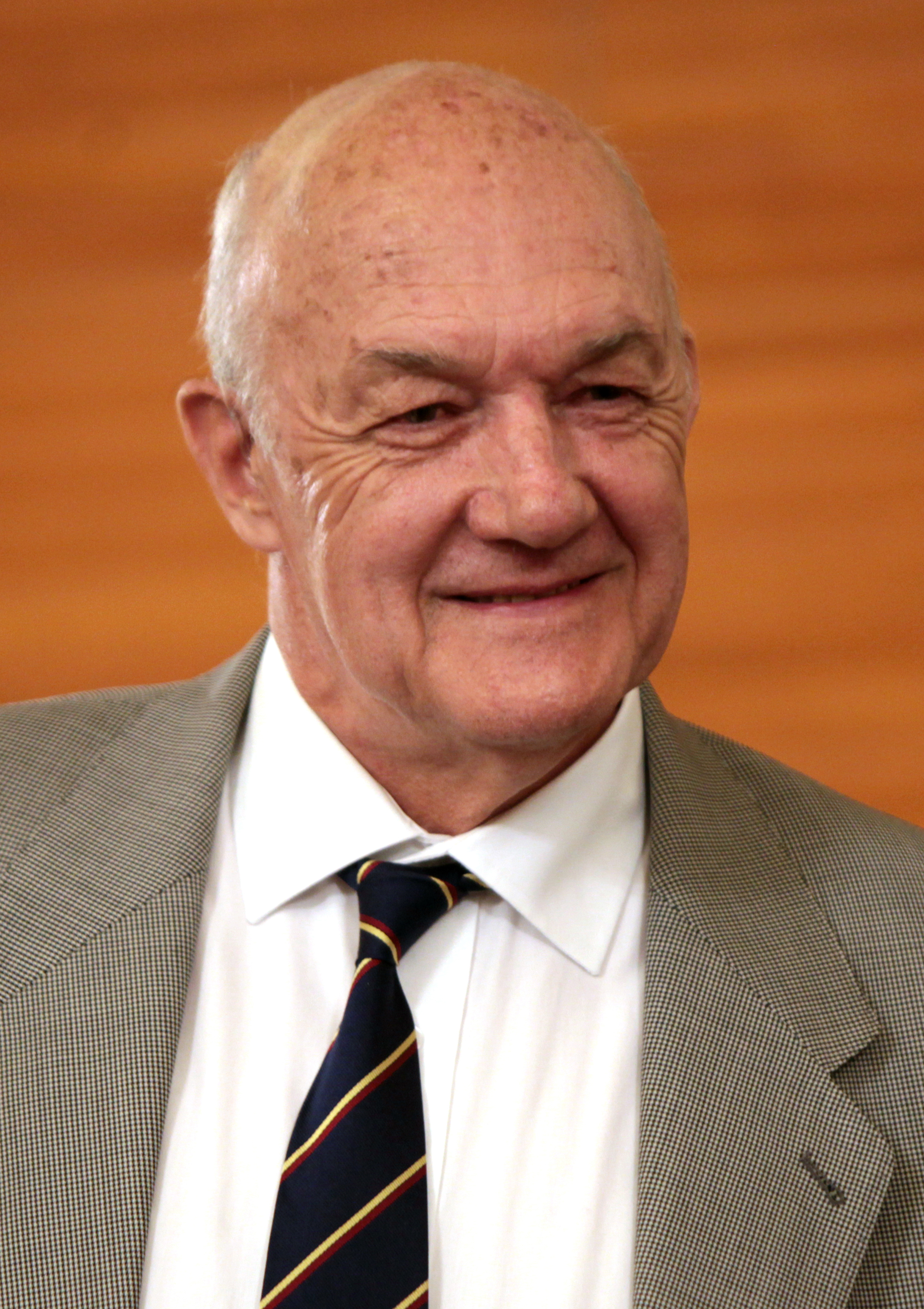
Том Шиппі

Резонність цих висловлювань письменника, які попервах не сприймалися всерйоз більшістю літературних критиків, уперше була обґрунтована філологом Томом Шиппі, який викладав у Оксфорді ті ж дисципліни, що й Толкін. Згідно з Шиппі, творчий метод автора «Володаря Перснів», «творення через філологію», лежить «в самому серці толкінівського „вимислу“». І у своїй науковій діяльності, і в літературній творчості він ішов від мовних побудов до будь-яких інших. Винахід Толкіном споріднених між собою ельфійських мов і поміщення їх у певний історичний контекст у рамках вигаданого світу можна порівняти з процесом реконструкції за допомогою філологічних методів зниклих стародавніх мов, таких як праіндоєвропейська чи готська.
Для Толкіна, «справжнього філолога», кожне конкретне слово було не окремою, обмеженою одиницею, а частиною системи, яка розвивається протягом історії та включає походження слова, його аналоги в інших мовах, споріднені й похідні слова, а також «процеси культурних змін, на які може натякати його історія». Для нього існувала принципова різниця між «старими, традиційними, справжніми» словоформами і «новими, неісторичними, помилковими». Наприклад, походження англійських слів, що закінчуються на букву f, можна простежити по тому, як вони виглядають у множині — слова, успадковані з давньоанглійської мови, утворюють множину подібно до того, як loaf стає loaves, до нових же слів лише додається закінчення s — як у proofs. Тому загальноприйняте на той час написання слів «гноми» як dwarfs і «ельфи» як elfs було для нього категорично неприйнятним, «рівносильним спробі позбавити слово його віку й коріння». Виходячи з подібних міркувань Якоб Грімм за кілька десятиліть до Толкіна позбавив німецьку мову від запозиченого з Англії слова Elfen, відновивши його споконвічну форму — Elben. Коли коректор першого видання «Володаря Перснів» із найкращих, як йому здавалося, мотивів послідовно привів у відповідність до загальноприйнятих правил толкінівських elves і dwarves, письменник наполіг на тому, щоб повернули його варіант.
Шиппі на низці прикладів демонструє, як саме працював філологічний метод письменника. Слово «енти», яким Толкін найменував деревних велетнів із лісу Фанґорн, зустрічається в давньоанглійській поемі «Maxims II», у якій римські дороги названі orþanc enta geweorc — «майстерною роботою ентів», велетнів-будівельників із далекого минулого. Назва завойованої ентами вежі Ортанк, імовірно, також запозичена з цієї фрази, яка може бути прочитана як «Ортанк, фортеця ентів». Зі свого боку, ім'я колишнього правителя вежі, чарівника Сарумана, походить від давньоанглійського слова searu в його давньомерсійському варіанті saru, яке означає «майстерний, умілий, винахідливий» і водночас має конотації, пов'язані зі зрадою, а в поєднанні з cræft означає машину. Розмаїтість значень слова безпосередньо проявляється в образі персонажа, який зраджує своїх сподвижників і служить у романі «втіленням індустріалізму».

### Скандинавська міфологія

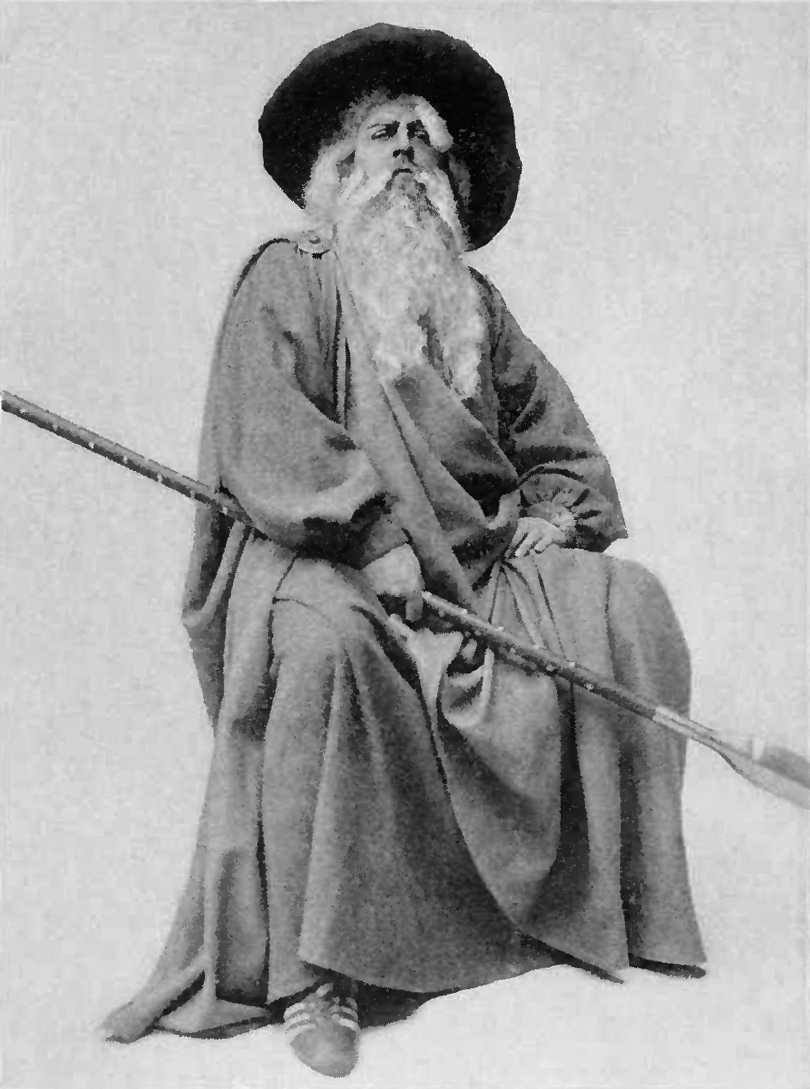
В образі мандрівника Одін майже не відрізняється від Ґандальфа

### Вершники Рогану: англосакси, готи й «Беовульф»

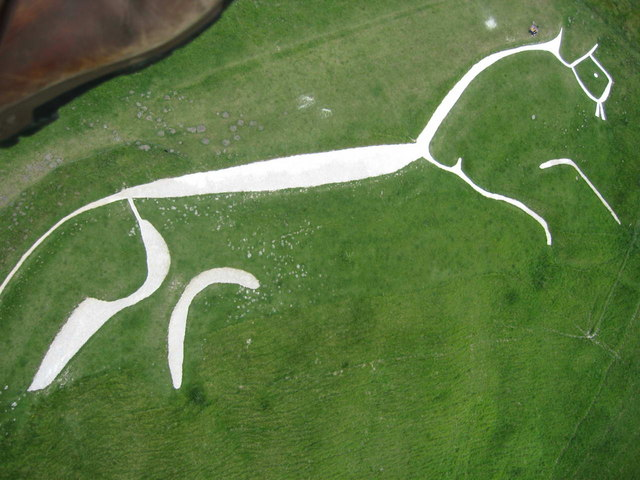
Уффінгтонський білий кінь — імовірний прототип символу Рогану

### Артурівський цикл

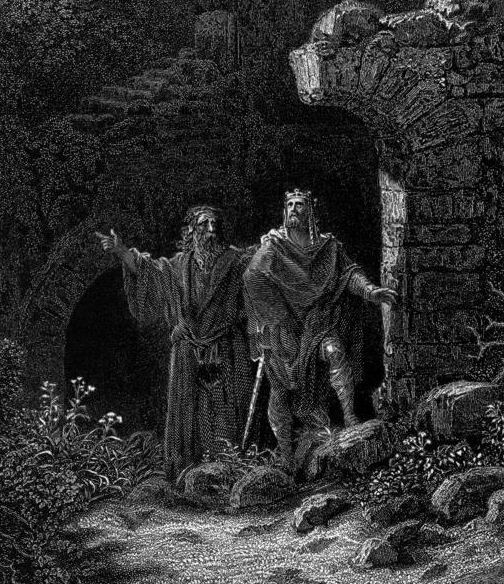
Артур і Мерлін. Ілюстрація Гюстава Доре

### Література доби Відродження

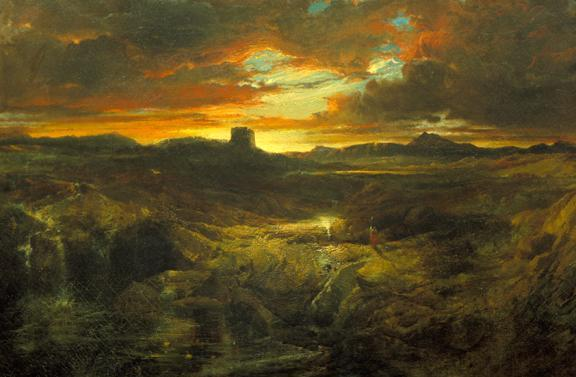
Образ згаданої у Шекспіра Темної Вежі приваблював й інших авторів. Англійський романтик XIX століття Роберт Браунінг у своїй поемі зобразив її як мету подорожі героя, яку оточують похмурі й спустошені пейзажі на кшталт толкінівського Мордору

### Попередники в жанрі фентезі

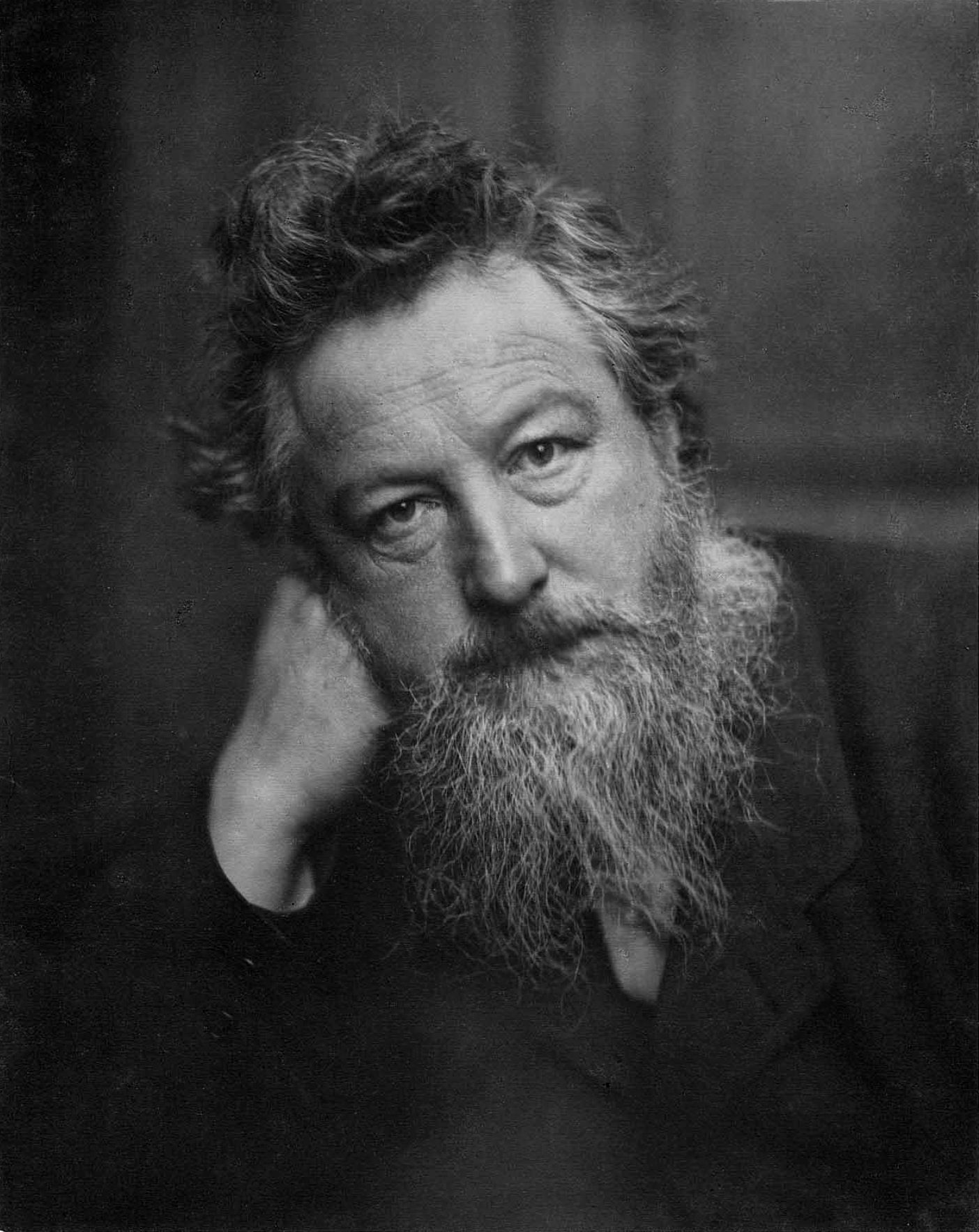
Вільям Морріс

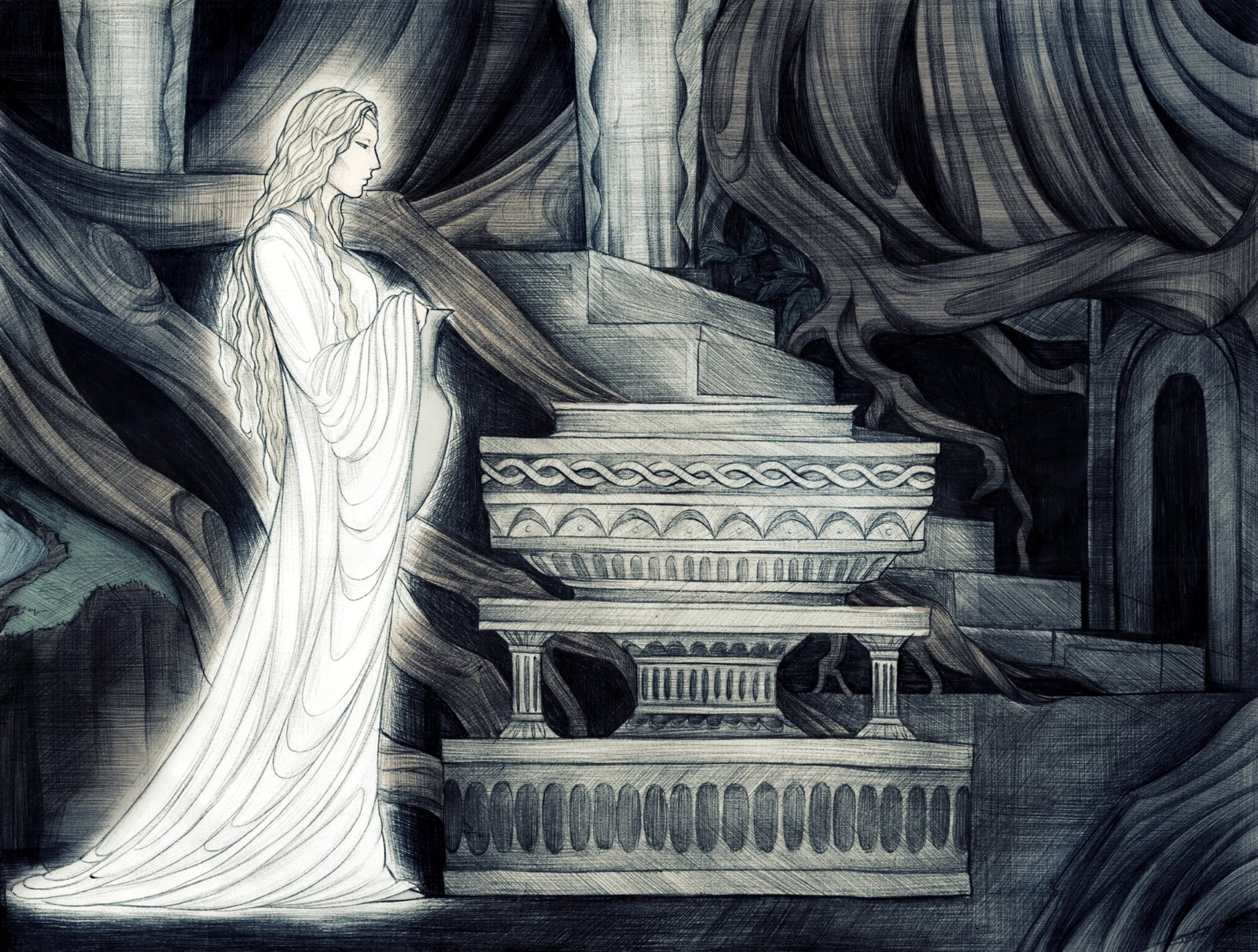
Ґаладріель, особливо в епізоді з її дзеркалом, нагадує Аєшу з творів Райдера Гаґґарда

### Природа зла: Боецій і маніхеї

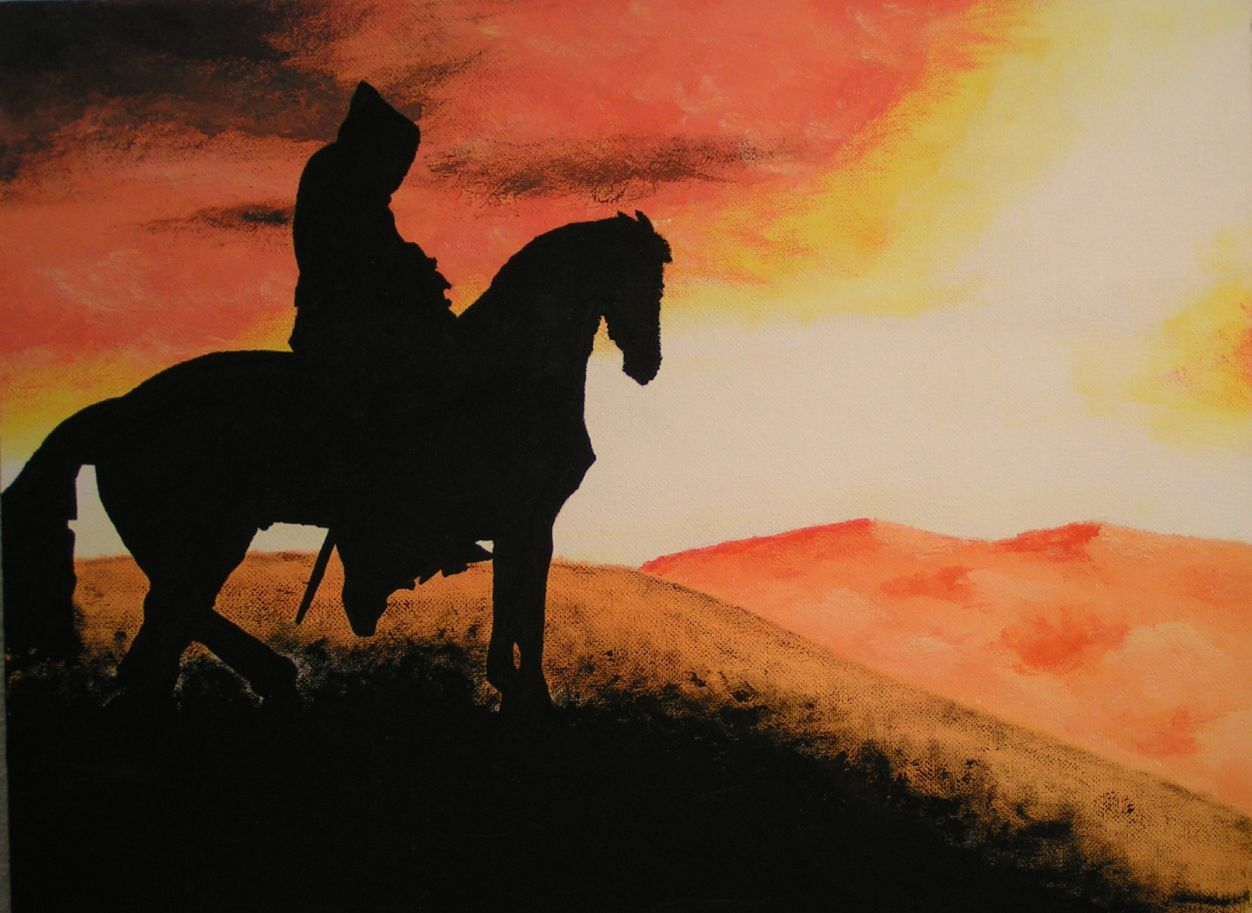
Назґул — постать, подібна до тіні, у якої під каптуром замість обличчя криється порожнеча, втілює боеціанську ідею неіснування зла, яке по суті є лише відсутністю добра, «нічим». Водночас, цей образ переконливо ілюструє, що навіть «ніщо» може мати неабияку могутність